# Tibetaanse plevier
De Tibetaanse plevier (Anarhynchus atrifrons) is een kleine plevier die nauw verwant is aan de Mongoolse plevier en de woestijnplevier. De vogel werd in 1829 geldig als soort beschreven door de Duitse dierkundige Johann Georg Wagler. Daarna werd dit taxon beschouwd als ondersoort van de Mongoolse plevier. Volgens onderzoek dat in 2022 werd gepubliceerd is de soortstatus verdedigbaar en staat hij als zodanig op de IOC World Bird List. 
De vogel broedt in het Pamirgebergte, Tiensjan, de hoogvlakte van Tibet en in Zuid-Mongolië. De vogel overwintert in zowel Afrika en in Zuid- en Zuidoost-Azië.
Er zijn drie ondersoorten:
- A. a. pamirensis: de bergen van Kirgizië en Tadzjikistan tot het westelijke deel van Midden-China.
- A. a. atrifrons: de centrale en oostelijke Himalaya tot zuidelijk Tibet.
- A. a. schaeferi: van oostelijk Tibet tot zuidelijk Mongolië.

## Status
De Tibetaanse plevier staat als niet bedreigd op de Rode Lijst van de IUCN.